# Feladatkezelő
A feladatkezelő (angolul task manager) egy olyan számítógépes program, amely információkat ad az operációs rendszer által futtatott processzekről(Folyamatokról) és programokról, azok memória- és processzorhasználatáról, valamint a teljes rendszer erőforrásairól.
A feladatkezelők klasszikus funkciói a következők:
- processz leállítása
- processz prioritásának beállítása
- új processz indítása

Sok környezetben a felhasználó a Control-Alt-Delete billentyű kombinációval tudja elérni a feladatkezelőt.

## Elterjedt feladatkezelő programok
- Windows Task Manager a windows rendszereken
- Activity Monitor (Mac OS X)
- AIX procmon GUI processz monitorozó eszköz
- GKrellM (BSD, Linux, Solaris, Mac OS X és Windows)
- KDE System Guard és KTop (KDE 3)
- System Activity (KDE 4)
- GNOME System Monitor (GNOME)
- Xfce Task Manager (XFCE)